# نادي جاز
نادي جاز هو نادي كرة قدم في فنلندا تأسس في 22 سبتمبر 1934.

## وصلات خارجية
- الموقع الرسمي